# 徳川綱教
徳川 綱教（とくがわ つなのり）は、和歌山藩の第3代藩主。

## 生涯
寛文5年（1665年）8月26日、第2代藩主・徳川光貞の長男として生まれる。幼名は長光丸。寛文10年（1670年）1月7日、幼名を長福丸と改める。
元禄11年（1698年）、光貞が隠居すると家督を継ぐ。倹約を行い、藩の財政を建て直そうとしたが、宝永2年（1705年）5月18日に志半ばで薨去した。享年41（満39歳没）。子がなく、跡を継いだ弟・頼職も同年のうちに26歳で卒去し、第5代藩主に就いた吉宗が再び倹約を実行する。
綱教は第5代将軍・徳川綱吉の娘婿として将軍家世継ぎと目されたが、綱吉より早く亡くなったため、綱吉はやむなく甥の綱豊（徳川家宣）を後嗣にしたという説がある。あるいは鶴姫の死去で自分の血筋を将軍家に続けられなくなったことから、綱教より血筋が自身に近い綱豊を選ばざるをえなくなったともいわれる。
和歌山藩主としての治世は7年1か月であり、この間の江戸参府3回、和歌山帰国4回、和歌山在国の通算は2年7か月であった。

## 官歴
※日付＝旧暦
- 寛文10年（1670年）1月7日 - 幼名を長光丸から長福丸に改める。
- 寛文12年（1672年）5月6日 - 元服し、第4代将軍徳川家綱の偏諱を授かり綱教と名乗る。従四位下・常陸介に叙任。
- 延宝4年（1676年）12月15日 - 従三位・左近衛権中将に昇叙転任。
- 元禄3年（1690年）3月26日 - 参議補任。
- 元禄11年（1698年）
  - 4月22日 - 和歌山藩主となる。
  - 12月11日 - 権中納言に転任。
- 宝永2年（1705年）5月18日 - 薨去。享年41（満39歳没）。某月某日、贈従二位・権大納言。墓所：和歌山県海南市の慶徳山長保寺。法号：高林院殿三品前黄門雲峯浄空大居士。

## 関連作品
- 『大奥』（1968年、演：近藤正臣）
- 『元禄太平記』（1975年、演：島村美輝）
- 『影の軍団III』（1982年、演：佐野守）
- 『水戸黄門』（第16部、1986年、演：小林芳宏）
- 『水戸黄門』（第22部、1993年、演：堀内正美）
- 『八代将軍吉宗』（1995年、演：辰巳琢郎）
- 『水戸黄門ナショナル劇場50周年記念スペシャル』（2006年、演：水野純一）
- 『徳川風雲録 八代将軍吉宗』（2008年、演：大高洋夫）
- 『大奥』（2023年、演：君島光輝）※男女逆転設定